# Egira
Egira is een geslacht van vlinders uit de familie van de Uilen (Noctuidae) en de onderfamilie Hadeninae.

## Soorten
- E. acronyctoides Wileman, 1914
- E. alternatus Walker, 1856
- E. amamiensis Kishida & Yoshimoto, 1980
- E. ambigua Galsworthy, 1997
- E. anatolica (M. Hering, 1933)
- E. baueri Buckett, 1967
- E. bella Butler, 1881
- E. candida Smith, 1894
- E. cognata Smith, 1894
- E. confusa Wileman, 1915
- E. conspicillaris

Brildrager (Linnaeus, 1758)
- E. crucialis Harvey, 1875
- E. curialis Grote, 1873
- E. dolosa Grote, 1880
- E. februalis Barnes & McDunnough, 1918
- E. hiemalis Grote, 1874

- E. perlumbens Grote, 1881
- E. peruviana Köhler, 1979
- E. rubrica Harvey, 1878
- E. saxea Leech, 1889
- E. simplex Walker, 1865
- E. tibori Hreblay, 1994
- E. vanduzeei Barnes & Benjamin, 1926
- E. variabilis Smith, 1891